# 安里交差点

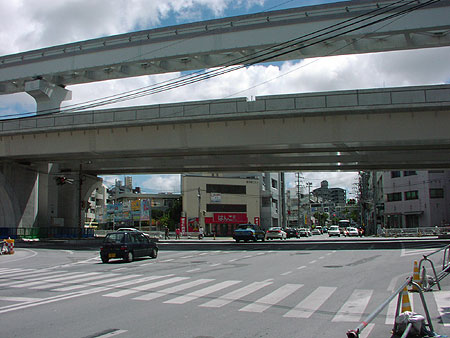
安里交差点を西から東(大道方面)へ

安里交差点（あさとこうさてん）は沖縄県那覇市安里にある交差点。安里十字路、安里インターチェンジと呼ぶこともある。1日あたり10万台の自動車が通行する場所であり、県内交通の要所であるとされる。1995年から2003年にかけて、交通渋滞解消のための交差点改修事業が行われ、この改修事業は総事業費207億円を要した。

## 沿革

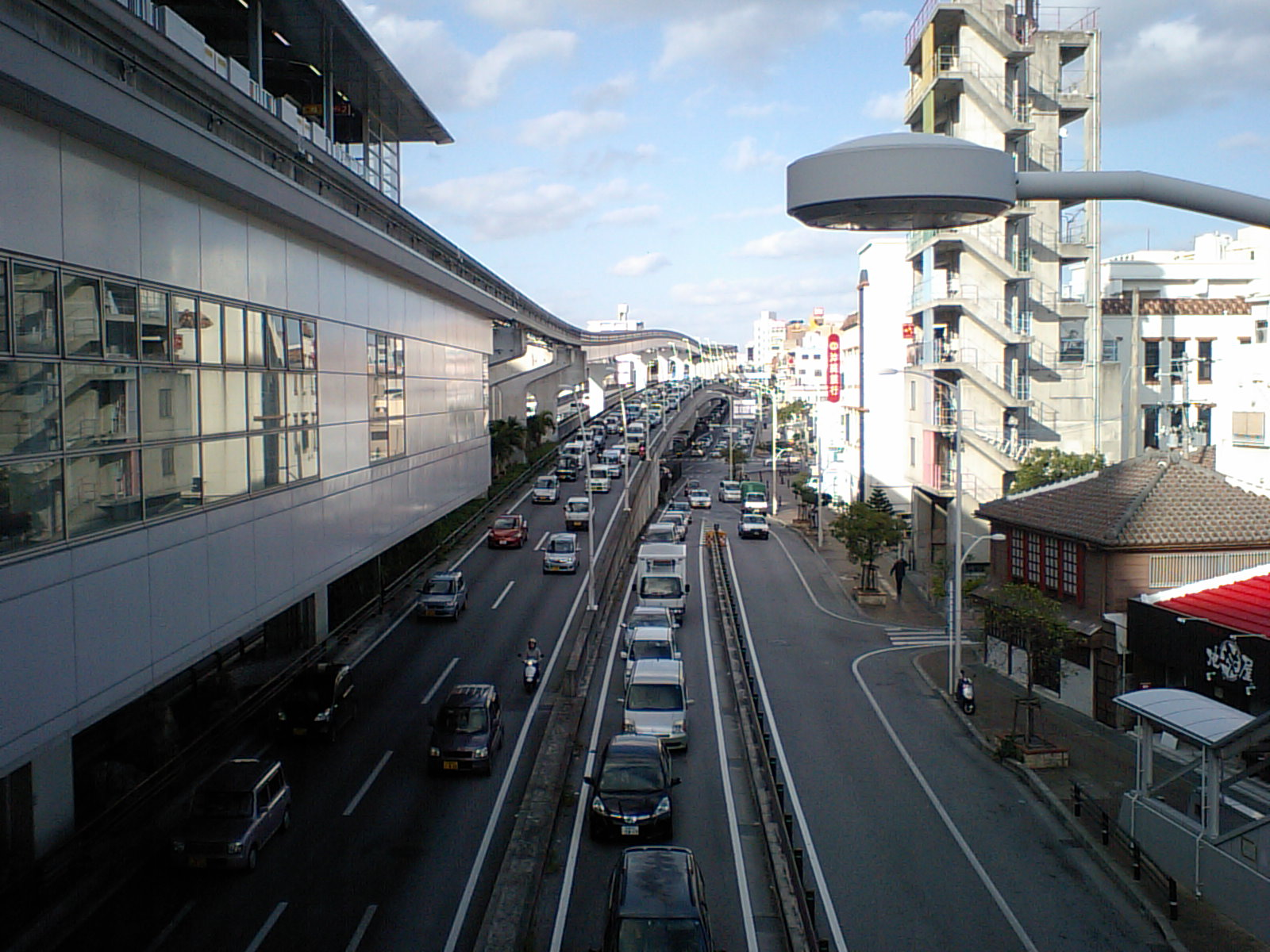
やや南方の安里駅2Fから、北を臨む。

### 渋滞の慢性化
元々は現在の沖縄県道29号那覇北中城線と国道330号のひめゆり通りが交わる三叉路だったが、1970年に国道330号バイパス（当交差点～古島IC間）が開通したことで現在の十字路となり、ひめゆり通りとバイパスとの間に立体高架橋が設置され立体交差となった。1972年には歩道橋の設置も行われ、これは撤去されるまで1日平均3500人ほどが利用していた。しかし高架橋は2車線（片側1車線）しかなく、1975年にバイパスが宜野湾市嘉数まで全線開通後は国道の交通量が次第に増大し、渋滞が慢性化していた（特に国道南行）。

### 交差点改修事業
そのため、交通渋滞を解消を目的として、1995年から交差点改修事業が行われた。モノレール計画に合わせて立体高架橋も架け替えることとなり、2002年に現在の立体高架橋「安里高架橋」が完成した。この高架橋は全長220メートルで、2003年4月3日に全面開通となった。高架橋の設置のみで16億円の費用を要し、交差点改修事業全体の総事業費は207億円となった。
この事業と並行して、2002年にこれまで使用されてきた歩道橋が撤去された。一方で、1995年から交差点に横断地下歩道を設置することも計画されていた。これはエレベーターや広場なども備え、県内初の横断地下歩道となる予定だった。しかし、防犯上の問題などを懸念する住民や当時県会議員だった糸数慶子らによる建設反対運動が行われ、また高架橋の拡幅によって渋滞もある程度解消されたため、実現に至っていない。

## 関連文献
- 沖縄県土木建築部道路建設課安里交差点建設事務所「美ら道・美ら街に向けた一般国道330号安里交差点改修事業」（公共用地補償機構編『用地ジャーナル』8巻7号、1999年10月）。

座標: 北緯26度13分05.2秒 東経127度41分47.6秒 / 北緯26.218111度 東経127.696556度